# Lennie Niehaus
Leonard „Lennie“ Niehaus (* 11. Juni 1929 in St. Louis, Missouri; † 28. Mai 2020 in Redlands, Kalifornien) war ein US-amerikanischer Jazzmusiker (Altsaxophon) und Komponist.

## Leben und Wirken
Nach seinem Examen als Musiklehrer spielte Niehaus u. a. 1951 bei Jerry Wald, 1951 und (nach seiner Zeit als Musiker im Koreakrieg) von 1954 bis 1959 bei Stan Kenton und daneben mit Bill Perkins. Auch leitete er eigene Bands, mit denen er West Coast Jazz spielte.
Ab 1959 komponierte er vor allem für das Fernsehen und für Bühnenorchester, hielt Jazzkurse an der University of Utah, gab Konzerte mit Lalo Schifrin und schrieb Arrangements für Stan Kenton und Jean Turner. Er komponierte und arrangierte auch Filmmusik, zeichnete verantwortlich für den Soundtrack des Films Unforgiven und für Bird über Charlie Parker, der im Herbst 1988 in die Kinos kam. Dessen Regisseur Clint Eastwood kannte er schon seit 1953 und vertonte auch weitere von dessen Filmen wie Pale Rider – Der namenlose Reiter, Weißer Jäger, schwarzes Herz, Perfect World, Absolute Power oder Space Cowboys. Niehaus starb im Mai 2020 im Alter von 90 Jahren.

## Diskographische Hinweise
- Lennie Niehaus, Vol. 1: The Quintets (1954), mit Bob Gordon, Jack Montrose, Monty Budwig, Shelly Manne
- Lennie Niehaus, Vol. 2: Zounds! (1955). mit Bob Gordon, Lou Levy, Jack Montrose, Stu Williamson, Bob Enevoldsen, Monty Budwig, Shelly Manne
- Lennie Niehaus, Vol. 3: The Octet, Pt. 2 (Contemporary, 1955)
- Lennie Niehaus, Vol. 4: The Quintets and Strings(1956)
- Lennie Niehaus, Vol. 5: The Sextet (1956), mit Stu Williamson, Bill Perkins, Jimmy Giuffre, Buddy Clarke, Shelly Manne
- Patterns (Fresh Sound, 1984), mit Bill Perkins, Frank Strazzeri, Tom Warrington, Joe LaBarbera
- Seems Like Old Times (Fresh Sound, 1997), mit Bill Perkins, Jack Nimitz, Frank Strazzeri, Tom Warrington, Joe Labarbera
- Live at Capozzoli’s (2002), mit Bill Perkins, Frank Strazzeri, Tom Warrington, Paul Kreibich

## Filmografie (Auswahl)
- 1984: Der Wolf hetzt die Meute (Tightrope)
- 1984: City Heat – Der Bulle und der Schnüffler (City Heat)
- 1985: Pale Rider – Der namenlose Reiter (Pale Rider)
- 1986: Lance – Stirb niemals jung (Never Too Young to Die)
- 1986: Heartbreak Ridge
- 1987: Emanon
- 1988: Bird
- 1990: Weißer Jäger, schwarzes Herz (White Hunter Black Heart)
- 1990: Rookie – Der Anfänger (The Rookie)
- 1992: Erbarmungslos (Unforgiven)
- 1993: Perfect World (A Perfect World)
- 1995: Die Brücken am Fluß (The Bridges of Madison County)
- 1996: Titanic (Fernsehzweiteiler)
- 1997: Absolute Power
- 1997: Mitternacht im Garten von Gut und Böse (Midnight in the Garden of Good and Evil)
- 1999: Ein wahres Verbrechen (True Crime)
- 1999: Reiter auf verbrannter Erde (The Jack Bull, Fernsehfilm)
- 2000: Space Cowboys (Space Cowboys)
- 2002: Blood Work (Blood Work)